# Villa de Guadalupe, Puebla
Villa de Guadalupe är en ort i Mexiko.   Den ligger i kommunen Venustiano Carranza och delstaten Puebla, i den sydöstra delen av landet, 190 km nordost om huvudstaden Mexico City. Villa de Guadalupe ligger 252 meter över havet och antalet invånare är 186.
Terrängen runt Villa de Guadalupe är lite kuperad. Runt Villa de Guadalupe är det ganska tätbefolkat, med 155 invånare per kvadratkilometer. Närmaste större samhälle är Coatzintla, 18,6 km öster om Villa de Guadalupe. Omgivningarna runt Villa de Guadalupe är en mosaik av jordbruksmark och naturlig växtlighet.